# Koponyaboltozat

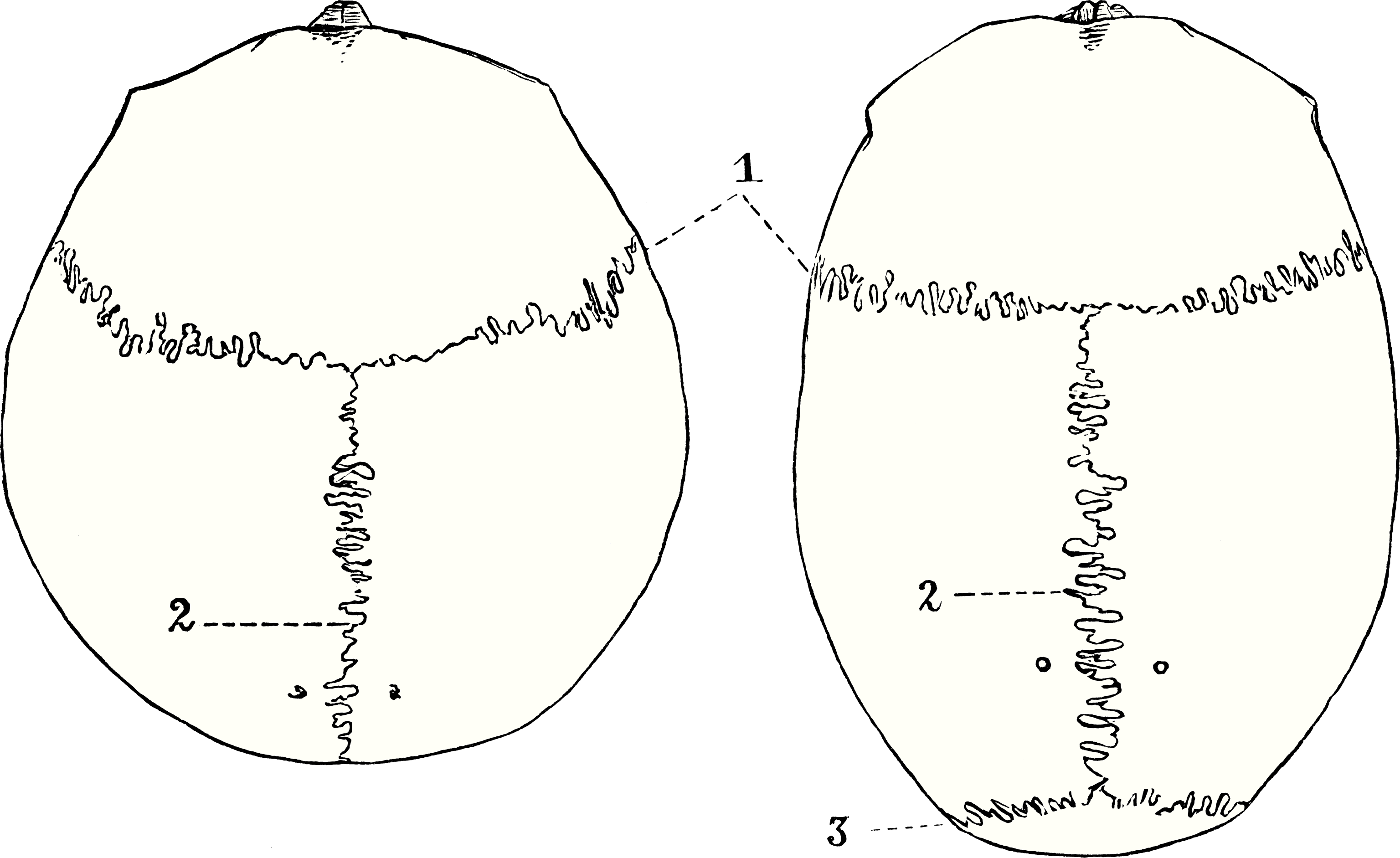
Két különböző méretű koponya

A koponyaboltozat (calvaria) a koponya teteje. Három csont (os) alkotja, név szerint:
- homlokcsont (os frontale)
- falcsont (os parietale)
- nyakszirtcsont (os occipitale)

A magzatnál a koponya formálódása magában foglal egy folyamatot, amit ossificatio intramembranularis-nak neveznek. 

## Belső felszíne
A koponya belső felszíne ezen a területen konkáv, és bemélyedések tarkítják, melyek a végagy (telecephalon) agytekervényei (gyrus) számára vannak. Van még számos barázda is, melyekben meningeális vénák ágainak futnak. A középvonal mentén van egy hosszanti (longitudinális) árok, közel szemben, ahonnan a crista frontalis kezdődik. Ez magában foglalja a sinus sagittalis superiort és szélei tapadást biztosítanak a falx cerebrinek. Mindkét oldalán van néhány bemélyedés a villi arachnoidales részére. A hátsó részénél a foramen parietale-nál ezek jelen vannak. Elöl keresztezve van a koszorúvarrat (sutura coronalis) hátul pedig a lambdavarrat (sutura lambdoidea) által, mialatt a sagittális varrat (sutura sagittalis) keresztülfut a két falcsont között.

## Külső hivatkozások
- Kép